# Buchenroedera griquana
Buchenroedera griquana là một loài thực vật có hoa trong họ Đậu. Loài này được Schltr. mô tả khoa học đầu tiên.